# Unterseebach
Unterseebach ist ein Gemeindeteil der Stadt Dorfen im oberbayerischen Landkreis Erding.

## Lage
Der Weiler Unterseebach liegt auf der Gemarkung Zeilhofen in der Luftlinie vier Kilometer nordöstlich des Stadtzentrums von Dorfen.

## Bevölkerungsentwicklung
Um 1871 gab es in Unterseebach 36 Einwohner. Im Mai 1987 lebten dort 43 Einwohner in neun Wohngebäuden, von denen eines in zwei Wohnungen aufgeteilt war.
| Jahr      | 1871 | 1925 | 1950 | 1970 | 1987 |
| Einwohner | 36   | 37   | 47   | 32   | 43   |